# Żakowice (powiat łódzki wschodni)
Żakowice – wieś w Polsce położona w województwie łódzkim, w powiecie łódzkim wschodnim, w gminie Koluszki.
W latach 1975–1998 miejscowość należała administracyjnie do województwa piotrkowskiego.
Żakowice leżą przy linii kolejowej Łódź – Koluszki. Znajdowała się tam zabytkowa stacja kolejowa wybudowana w XIX wieku (została zburzona podczas modernizacji linii kolejowej Łódź – Warszawa pod koniec maja 2008 roku). Miejscowość otaczają lasy Spalsko-Rogowskie (Nadleśnictwo Brzeziny). Znajduje się tu wiele willi letniskowych z 1. połowy XX wieku, a także cmentarz niemieckich obywateli zamieszkujących ten region pod koniec XIX wieku.
W 1927 w Żakowicach mieszkali kilka miesięcy Władysław Strzemiński oraz Katarzyna Kobro – artyści konstruktywistyczni.